# Domenico Crusco
Domenico Crusco (Grisolia, 19 agosto 1934 – Grisolia, 25 agosto 2013) è stato un vescovo cattolico italiano.

## Biografia
Nacque a Grisolia, in provincia di Cosenza e diocesi di San Marco e Bisignano, il 19 agosto 1934.

### Formazione e ministero sacerdotale
Frequentò il ginnasio nel seminario diocesano di San Marco e il liceo classico presso il Pontificio seminario regionale "Pio XI" di Reggio Calabria; compì gli studi teologici nel Pontificio seminario regionale San Pio X di Catanzaro.
Il 16 luglio 1961 fu ordinato presbitero, nella cattedrale di San Marco Argentano, dal vescovo Luigi Rinaldi per la diocesi di San Marco e Bisignano.
Dopo l'ordinazione fu, per otto anni, animatore del seminario diocesano e poi, per ventun anni, rettore dello stesso. Al contempo insegnò lettere nel seminario diocesano e religione nelle scuole statali medie e superiori. Nella sua diocesi ricoprì per oltre dieci anni il ruolo di vicario episcopale per le religiose; nel 1986 fu nominato vicario episcopale per la pastorale e direttore dell'ufficio catechistico diocesano. Per venti anni fu membro del consiglio presbiterale diocesano e del collegio dei consultori; fu anche presidente del collegio dei revisori dell'istituto diocesano per il sostentamento del clero e poi vicepresidente del consiglio presbiterale.

### Ministero episcopale
Il 7 febbraio 1991 papa Giovanni Paolo II lo nominò vescovo di Oppido Mamertina-Palmi; succedette a Benigno Luigi Papa, precedentemente nominato arcivescovo metropolita di Taranto. Il 20 aprile successivo ricevette l'ordinazione episcopale, nella cattedrale di San Marco Argentano, dall'arcivescovo Luigi Poggi, nunzio apostolico in Italia, co-consacranti il vescovo di San Marco Argentano-Scalea Augusto Lauro e l'arcivescovo di Crotone-Santa Severina Giuseppe Agostino. Il 28 aprile prese possesso della diocesi.
Fu membro della Conferenza episcopale calabrese.
Il 6 marzo 1999 papa Giovanni Paolo II lo nominò vescovo di San Marco Argentano-Scalea; succedette ad Augusto Lauro, dimessosi per raggiunti limiti d'età. L'8 maggio prese possesso della diocesi. Rimase amministratore, prima diocesano e poi apostolico, della diocesi di Oppido Mamertina-Palmi fino all'ingresso del successore Luciano Bux, avvenuto il 7 maggio 2000.
Promosse il restauro della cattedrale, dell'episcopio e della curia vescovile.
Il 14 gennaio 2007 fu nominato amministratore apostolico di Cassano all'Jonio dopo il trasferimento di Domenico Graziani all'arcidiocesi di Crotone-Santa Severina; mantenne l'incarico fino al 13 maggio seguente, quando il nuovo vescovo Vincenzo Bertolone fece il suo ingresso in diocesi.
Il 7 gennaio 2011 papa Benedetto XVI accolse la sua rinuncia al governo pastorale della diocesi di San Marco Argentano-Scalea, presentata per raggiunti limiti d'età; gli succedette Leonardo Bonanno, del clero di Cosenza-Bisignano. Rimase amministratore apostolico fino all'ingresso del successore, avvenuto il 2 aprile seguente.
Il 25 agosto 2013 morì a Grisolia, suo paese natale; dopo le esequie, celebrate il 27 agosto dal vescovo Leonardo Bonanno nella cattedrale di San Marco Argentano, fu sepolto nella cripta dello stesso edificio.

## Genealogia episcopale
La genealogia episcopale è:
- Cardinale Scipione Rebiba
- Cardinale Giulio Antonio Santori
- Cardinale Girolamo Bernerio, O.P.
- Arcivescovo Galeazzo Sanvitale
- Cardinale Ludovico Ludovisi
- Cardinale Luigi Caetani
- Cardinale Ulderico Carpegna
- Cardinale Paluzzo Paluzzi Altieri degli Albertoni
- Papa Benedetto XIII
- Papa Benedetto XIV
- Papa Clemente XIII
- Cardinale Marcantonio Colonna
- Cardinale Giacinto Sigismondo Gerdil, B.
- Cardinale Giulio Maria della Somaglia
- Cardinale Carlo Odescalchi, S.I.
- Cardinale Costantino Patrizi Naro
- Cardinale Lucido Maria Parocchi
- Papa Pio X
- Cardinale Gaetano De Lai
- Cardinale Raffaele Carlo Rossi, O.C.D.
- Cardinale Amleto Giovanni Cicognani
- Cardinale Luigi Poggi
- Vescovo Domenico Crusco